# Pothyne trivittata
Pothyne trivittata är en skalbaggsart som först beskrevs av Newman 1842.  Pothyne trivittata ingår i släktet Pothyne och familjen långhorningar.
Artens utbredningsområde är Filippinerna. Inga underarter finns listade i Catalogue of Life.